# Brankowci (obwód Wielkie Tyrnowo)
Brankowci (bułg. Бранковци) – wieś w Bułgarii, w obwodzie Wielkie Tyrnowo, w gminie Wielkie Tyrnowo. Wieś wymarła.